# Santo Domingo (Santa Fé)
Santo Domingo é uma comuna da Argentina localizada no departamento de Las Colonias, província de Santa Fé.